# Manchester (Washington)
Pour les articles homonymes, voir Manchester (homonymie).
Manchester est une census-designated place (CDP) du comté de Kitsap dans l'État de Washington.